# سیدی بوبکر (رحامنه)
سیدی بوبکر (به فرانسوی: Sidi Boubker) یک منطقهٔ مسکونی در مراکش است که در استان رحامنه واقع شده‌است. سیدی بوبکر ۶٬۳۹۸ نفر جمعیت دارد.